# Đảo Hans
Đảo Hans (tiếng Anh: Hans Island; tiếng Pháp: Île Hans; tiếng Đan Mạch: Hans Ø; tiếng Greenland: Tartupaluk; tiếng Inuktitut: ᑕᕐᑐᐸᓗᒃ) là một đảo hoang nhỏ với diện tích 1,3 km2 (0,5 dặm vuông Anh), dài 1.290 mét (0,80 mi) và rộng 1.199 mét (0,745 mi), tọa lạc tại eo biển Kennedy của eo Nares—eo biển nằm giữa đảo Ellesmere và bắc Greenland, nối vịnh Baffin với biển Lincoln. Hans là một trong số ba đảo ở eo biển Kennedy; hai đảo còn lại là đảo Franklin và đảo Crozier. Eo biển quanh đảo Hans rộng 35 kilômét (22 mi), hòn đảo nằm tại đường tiếp giáp giữa lãnh hải của Canada và Đan Mạch.
Đảo này đã là một phần của vùng săn bắt của người Inuit từ thể kỷ 14. Các điểm dân cư gần nhất là Alert, Canada (cách 198 km/123 dặm), Siorapaluk, Greenland (cách 349 km/217 dặm) và Qaanaaq, Greenland (cách 379 km/235 dặm).
Chủ quyền đảo cũng như hải vực lân cận đã được nhất trí phân định vào tháng 6 năm 2022, mở ra kỳ vọng chấm dứt tranh chấp trên dưới 50 năm giữa Vương quốc Đan Mạch (thay mặt cho quốc gia tự trị cấu thành là Greenland) và Canada.

## Địa danh
Đảo được theo tên Hans Hendrik, một người Greenland có tên bản địa là Suersaq. Hendrik là một nhà du hành Bắc Cực và thông dịch viên, từng làm việc tại những đội thám hiểm Bắc Cực của Anh và Hoa Kỳ cùng với Elisha Kent Kane, Charles Francis Hall, Isaac Israel Hayes và George Strong Nares, từ năm 1853 tới 1876.

## Lịch sử
Từ năm 1978, giữa Canada và Vương quốc Đan Mạch diễn ra một cuộc tranh chấp chủ quyền đối với đảo Hans, tên không chính thức là chiến tranh Whisky.
Ngày 14 tháng 6 năm 2022, Bộ Sự vụ Toàn cầu Canada (Global Affairs Canada) ra thông cáo về việc giữa hai quốc gia đã ký thỏa thuận tại đô thành Ottawa rằng, các vấn đề phân chia ranh giới đất liền trên đảo Hans, phân chia ranh giới biển trên thềm lục địa, gồm cả biển Lincoln, và thềm lục địa bên ngoài phạm vi 200 hải lý ở biển Labrador đã được nhất trí. Quá trình đàm phán trước đó có tham vấn cộng đồng người bản địa Inuit của Nunavut và của Greenland (Đan Mạch).
Hiệp định phân định biên giới sẽ có hiệu lực sau khi được nghị viện cả hai nước, cũng như cơ quan lập pháp Nunavut, phê chuẩn.